# Бойко Богдан Михайлович
Богда́н Миха́йлович Бо́йко (*2 червня 1937, Діброва —†26 липня 2000, Діброва) — український письменник, редактор журналу «Перевал», громадський і культурний діяч. Автор багатьох романів та повістей, лауреат кількох літературних премій: в 1998 році — Премія імені Василя Стефаника, а в 1999 році — Літературна премія імені Олеся Гончара та інших.
5 березня 2001 року заснована Обласна (у Івано-Франківській області) премія імені Богдана Бойка в галузі журналістики.

## Життєпис
Богдан Бойко народився 2 червня 1937 року у селі Діброва на Івано-Франківщині, у родині колгоспників: батько Михайло Васильович (1905—1984), мати Анастасія Іванівна (1907—1996). В ріднім селі закінчив семирічну школу, до середньої три роки ходив у Старі Скоморохи, у 1956 році вступив на філологічний факультет Львівського державного університету імені Івана Франка, який закінчив 1961 року.
Богдана Бойка вважають дуже плідним письменником, з-під пера його вийшли численні повісті та романи на суспільні та історичні теми. Після здобуття Незалежності України він працює в редакції новоствореного часопису «Перевал». Через чималий внесок в літературне життя краю, його було обрано (літераторами) головним редактором місцевого літературно-художнього і громадсько-політичного часопису «Перевал» (м. Івано-Франківськ) з 1996 року.
Богдан Бойко є автором численних повістей та романів на суспільні та історичні теми.

## Нагороди та відзнаки
За свою творчу працю та громадські ініціативи Богдан отримував численні літературні нагороди:
- Лауреат літературної премії «У свічаді слова» Є.Бачинського (1998, США),
- Премія імені Василя Стефаника (1998),
- Державна літературна премія імені Олеся Гончара (1999),
- Премія Фундації Українського Вільного Університету (США, Нью-Йорк, 2000).

## Творчі набутки
- «Липовий цвіт сорок першого…» → видана в 1973 році → роман
- «Маки червоні» → видана в 1983 році → роман
- «Дорога додому» → видана в 1985 році → роман
- «Столочене жито» → видана в 1989 році → роман
- «Чари Чортогори» → видана в ??? році → повість
- «Останній ватажкок» → видана в ??? році → повість
- «Остання надія» → видана в ??? році → повість
- «„По голови… По голови…“» → видана в 1998 році → збірка повістей та новел

## Родина
- Батько — Михайло Васильович (1905—1984);
- Мати — Анастасія Іванівна (1907—1996);
- Дружина — Лідія Йосипівна (1938), учитель біології та хімії;
- Син — Тарас (1962 - 2025), український перекладач творів Говарда Лавкрафта, Вірджинії Вулф, Томаса Пінчона, Салмана Рушді та ін., редактор квартальника «Аспекти самоврядування» Інституту демократії ім. Пилипа Орлика;
- Син — Роман (1964), гірничий інженер.